# Leuc
Leuc är en kommun i departementet Aude i regionen Occitanien  i södra Frankrike. Kommunen ligger  i kantonen Carcassonne 1er Canton som ligger i arrondissementet Carcassonne. År 2022 hade Leuc 823 invånare.

## Befolkningsutveckling
Antalet invånare i kommunen Leuc
Referens: INSEE